# ویسنته گوآیتا
 ویسنته گوآیتا (انگلیسی: Vicente Guaita؛ زادهٔ ۱۰ ژانویهٔ ۱۹۸۷) یک بازیکن فوتبال اهل اسپانیا است.در حال حاضر برای تراکتور بازی می‌کند.